# Babatngon
Babatngon est une municipalité de la province de Leyte, située sur l'île de Leyte, dans la région des Visayas orientales aux Philippines.
Lors du recensement de 2020, sa population s'élève à 28 823 habitants.

## Géographie
Babatngon est située au nord de l'île de Leyte, le long de la baie de Carigara (en) au nord et du détroit de San Juanico à l'est qui sépare Leyte de l'île de Samar.
D'une superficie totale de 115,18 kilomètres carrés, Babatngon est divisée administrativement en 25 barangays : 
- Bacong
- Bagong Silang
- Biasong
- Guintigui-an
- Gov. E. Jaro (Bagahupi)
- Lukay
- Malibago
- Magcasuang
- Naga-asan
- Pagsulhugon
- Planza
- Poblacion District I
- Poblacion District II
- Poblacion District III
- Poblacion District IV
- Rizal I
- Rizal II
- San Agustin
- San Isidro
- San Ricardo
- Sangputan
- Taguite
- Uban
- Victory
- Villa Magsaysay

|            | baie de Carigara |                        |
|            | Babatngon        | détroit de San Juanico |
| San Miguel | Tacloban         |                        |